# De mirabilibus auscultationibus
Il De mirabilibus auscultationibus (Sugli ascolti meravigliosi) è un trattato pseudo-aristotelico di tipo paradossografico.

## Struttura
Il trattato è una raccolta di 178 brevi capitoli che vertono su una serie disparata di argomenti, trasmesso in poco più di 20 manoscritti greci, copiati in un lasso di tempo compreso fra la seconda metà del secolo XII e i primi decenni del XVI. Non esiste una struttura generale chiara per i capitoli del De Mirabilibus, ma ci sono alcune sequenze di capitoli che sono chiaramente disposte secondo un ordine tematico, sebbene vago.
Circa i due terzi dei capitoli rientrano nella categoria di quella che potrebbe essere definita "conoscenza della natura", con aneddoti su piante, animali, minerali e altri fenomeni naturali come il tempo, la geografia fisica, ecc. chiaramente in debito con l'opera di Teofrasto e di altri studiosi della scuola peripatetica e dei suoi eredi.  
Accanto alla quasi totalità di curiosità di tipo naturalistico, ci sono anche, ovviamente senza fonti, esempi di curiosità naturali-antropiche, come è il cap. 84:
Nel mare esterno dalle Colonne di Eracle dicono che i Cartaginesi trovarono un'isola deserta, con boschi di tutti i tipi e fiumi navigabili, notevole per tutti gli altri tipi di frutti, e a pochi giorni di viaggio; poiché i Cartaginesi la frequentavano spesso a causa della sua prosperità, e alcuni vi vivevano persino, il capo dei Cartaginesi annunciò che avrebbero punito con la morte chiunque avesse proposto di salpare lì, e che avrebbero massacrato tutti gli abitanti, che non avrebbero potuto dire la storia, che assembramenti non potevano circolare per l'isola, ottenerne il possesso, e portarsi via la ricchezza dei Cartaginesi.
Questi aneddoti non sono così chiaramente in debito con le tradizioni della Scuola Peripatetica come sicuramente lo è la parte di storia naturale, e la speculazione sulle loro fonti è necessariamente molto più incerta.
L'operetta, sicuramente di scuola aristotelica, non è attribuibile ad Aristotele, ma comunque mostra l'attenzione alle curiosità naturali tipica del Liceo, oltre ad uno spiccato gusto paradossografico tipico dell'Età ellenistica, a cui comunque potrebbe ascriversi.